# Moradia D. Diogo Maldonado Passanha
A Moradia D. Diogo Maldonado Passanha, igualmente conhecida como Casa de D. Diogo Maldonado Passanha ou Solar dos Frades, é uma antiga casa senhorial no centro da vila de Ferreira do Alentejo, no Distrito de Beja, em Portugal.

## Descrição
Em conjunto com o Palacete de João Carlos Infante Passanha, forma o estabelecimento turístico do Solar dos Frades. O Solar dos Frades está situado na Rua Miguel Bombarda, em Ferreira do Alentejo.
A fachada da casa ainda conserva os seus traços originais, sendo rasgada por vários vãos verticais simétricos, estando os do primeiro piso unidos aos do segundo. As janelas do primeiro apresentam sacadas com grades de ferro forjado, sendo a grade da janela central, sobre a porta, decorada com o monograma L. P., de Luís Pessanha. As janelas do primeiro andar também possuem cercaduras decoradas, tendo cada uma um frontão triangular na parte superior. Algumas salas do interior foram decoradas com pinturas murais, provavelmente executadas por João Eloy Amaral, que também pintou o salão do Palacete de João Passanha.

## História
O edifício foi construído no século XVIII por Diogo Maldonado Pessanha, membro de uma influente família de Ferreira do Alentejo. O seu interior foi modificado por diversas vezes ao longo da história, principalmente por Luís Passanha, embora ainda tenha conservado a sua fachada original. Entre as alterações feitas no interior, destacam-se as pinturas de murais nalgumas salas, obra executada por volta de 1890. A moradia foi depois aproveitada para um estabelecimento turístico.